# Narni
Narni (în latină Narnia) este un oraș antic fortificat și o comună din Umbria. Este situat foarte aproape de centrul geografic al Italiei și are 20.100 de locuitori, conform recensământului din 2003. Se află la o altitudine de 240 m.

## Demografie
Narni - evoluția demografică

|  | Graficele sunt indisponibile din cauza unor probleme tehnice. Mai multe informații se găsesc la Phabricator și la wiki-ul MediaWiki. |

Date: Recensăminte sau birourile de statistică - grafică realizată de Wikipedia